# Lanco (banda)
Lanco, estilizado como LANCO, es una banda estadounidense country compuesto por Brandon Lancaster (vocalista principal), Chandler Baldwin (bajo), Jared Hampton (teclados), Tripp Howell (batería) y Eric Steedly (guitarra). La banda tiene un contrato con Arista Nashville.
El nombre de Lanco es la abreviatura de Lancaster & Company.

## Biografía
La banda fue fundada en 2013. Después de conocer al productor discográfico Jay Joyce en un concierto de Keith Urban, firmaron con su compañía editorial, y luego con Arista Nashville. A través del sello, lanzaron su primer EP de cuatro canciones, titulado Extended Play el 15 de abril de 2016. También lanzaron su primer sencillo del álbum, «Long Live Tonight», y otra de sus canciones, «Greatest Love Story», aparece en la serie de Netflix The Ranch. «Greatest Love Story» alcanzó el número 1 en las listas Hot Country Songs y Country Airplay a finales de 2017.
En diciembre de 2017, Sony Nashville anunció el tercer sencillo de la banda, «Born to Love You» y «Greatest Love Story» aparecerán en su álbum debut Hallelujah Nights, programado para el lanzamiento en enero de 2018.

## Vida personal
El vocalista Brando Lancaster tuvo su primer hijo, una niña, en septiembre de 2020, junto a su mujer Tiffany.

## Discografía

### Álbumes de estudio
- Hallelujah Nights (2018)

### Extended plays
- Extended Play (2016)

### Sencillos
- «Long Live Tonight» (2016)
- «Greatest Love Story» (2017)
- «Born to Love You» (2017)

### Video musicales
| Año  | Vídeo                 | Director(es)  |
| ---- | --------------------- | ------------- |
| 2016 | «Long Live Tonight»   | Peter Zavadil |
| 2017 | «Greatest Love Story» | Justin Key    |